# Napoléon en Mars pacificateur (Milan)
Napoléon en Mars pacificateur est une sculpture en bronze d'Antonio Canova (copie de l'original en marbre à Londres) placée au centre de la cour d'honneur du palais de Brera à Milan.

## Histoire
Au printemps 1807, le ministre Charles-Jean-Marie Alquier, ambassadeur de France à Rome, sur ordre du Eugène de Beauharnais, vice-roi du royaume d'Italie et beau-fils de Napoléon, charge Antonio Canova pour la somme de cinq mille louis français, un copie exacte en bronze de la statue en marbre de Londres Napoléon en Mars désarmé et pacificateur.

### L'enduit préparatoire
Le grand plâtre préparatoire aujourd'hui conservé dans la salle XIV de la pinacothèque de Brera à Milan est l'un des cinq commandés par Canova en vue de la fonte à la cire perdue du monument à Napoléon. Réalisé comme les quatre autres par Vincenzo Malpieri en 1808, cet exemplaire était destiné à la bibliothèque (it) de l'Université de Padoue, pour l'ami de Canova Daniele Francesconi (it). Cependant, les caisses contenant le grand plâtre, haut de plus de trois mètres et pesant près de deux tonnes, sont restées longtemps dans les bureaux de douane de Padoue, étant donné l'incapacité de Francesconi de couvrir le coût de 330 écus pour le dédouanement des travaux. Après négociations avec le gouvernement du royaume d'Italie, le plâtre fut acheté dans de très mauvaises conditions pour être destiné à l'Académie Royale des Beaux-Arts. Retirée des salles napoléoniennes dès 1814, l'œuvre est conservée dans les sous-sols de l'Académie puis dans la salle VI. Retirée en 2008, elle a été restaurée et placée dans la salle XIV de la galerie d'art en mai 2009.

### La fusion
Le bronze nécessaire à la création de la statue a été obtenu en faisant fondre des canons du château Saint-Ange à Rome, tandis que Francesco et Luigi Righetti, fondeurs romains, ont été chargés de l'exécution. La fusion parfaite n'a réussi qu'à la deuxième tentative en raison de la difficulté de l'opération.

### Les difficultés de placement
En mai 1812, le vice-roi  Eugène de Beauharnais lui-même ordonna que la statue soit érigée à Milan « dans un lieu convenable » pour lequel le ministre de l'Intérieur Luigi Vaccari (en fonction de 1809 à 1814) invita le sénateur Luigi Castiglioni, alors président de l'Académie de Beaux-Arts, pour proposer le lieu et un dessin du socle. Quand l'œuvre arrive à Milan, elle est placée dans un coin du portique du Palais des Sciences : les membres de l'Académie de Brera suggérèrent d'élever le monument sur la Piazza del Duomo ou sur l'actuelle Piazza Fontana dans la niche de l'ancienne Piazza de' Tribunali, où se trouvait auparavant la statue de Philippe II.
En raison de divergences d'opinions sur l'emplacement du monument, le vice-roi ordonne qu'il soit placé temporairement dans la deuxième cour du bâtiment du Sénat. Cependant, ayant retardé l'exécution de cet ordre, l'architecte Giuseppe Zanoia, alors président de l'Académie, obtient, en juin 1813, qu'il soit placé temporairement dans la salle des Antiquités.
Après la chute de Napoléon, la statue est entreposée dans les sous-sols de l'Académie où elle reste jusqu'à ce que, le 3 mars 1857, l'empereur d'Autriche, François-Joseph Ier, lors de son séjour à Milan, ordonne « qu'un piédestal approprié soit immédiatement érigé pour cette statue, aux frais de l'État, et qu'il serait ensuite placé par-dessus dans les jardins publics de cette capitale ».
Cet ordre, non exécuté, est l'un des derniers donnés à Milan par l'empereur d'Autriche.

### La cour de Brera
Le monument, grâce à la visite de Napoléon III à Milan, est placé au centre de la cour d'honneur du palais de Brera (it), son emplacement actuel, le 14 août 1859 avec une grande manifestation inaugurale et un discours de Giulio Carcano (it).
Une nouvelle inauguration a lieu le 8 novembre 1864 pour le placement définitif sur le piédestal conçu par Luigi Bisi.

## Restaurations
En 1980, la Vittoria alata, tenue de la main droite, est remplacée à la suite du vol de l'original en 1978.
En 2014, le bronze monumental fait l'objet de minutieux travaux de restauration visant à freiner l'action des agents atmosphériques et les altérations chimiques et physiques du matériau qui en résultent.

## Autres projets
- Néoclassicisme à Milan (it)